# Emirates Towers
Die Emirates Towers (arabisch أبراج الإمارات, DMG Abrāǧ al-Imārāt ‚Türme der Emirate‘) sind zwei zusammengehörende Wolkenkratzer in Dubai, der Emirates Office Tower und das Jumeirah Emirates Towers Hotel.

## Beschreibung
Beide Türme haben einen dreieckigen Grundriss, wobei nur je zwei Seiten des Dreiecks massiv sind; die dritte Seite besteht größtenteils lediglich aus einer Glasverkleidung. Dadurch entstehen innen lichtdurchflutete Atrien, die sich fast über die gesamte Gebäudehöhe erstrecken. In den Atrien verkehren auch die gläsernen Aufzüge, deren Fahrgeschwindigkeit nach der Eröffnung verringert wurde, da sich mitfahrende Personen angesichts der Geschwindigkeit in luftiger Höhe häufig übergeben mussten.
Der Emirates Office Tower (auch Emirates Towers One), war bei Fertigstellung mit 354,6 Metern Höhe und 54 Stockwerken das höchste Gebäude Dubais, wird inzwischen jedoch von mehreren weiteren Gebäuden übertroffen. Er beherbergt vornehmlich Büros. Auch Muhammad bin Raschid Al Maktum, Herrscher des Emirats Dubai, unterhält dort Geschäftsräume.
Sein Zwillingsturm, das Jumeirah Emirates Towers Hotel (auch Emirates Towers Hotel oder Emirates Towers Two), ist 309,1 Meter hoch und hat 56 Stockwerke. Obwohl er der kleinere der zwei Türme ist, hat er aufgrund der geringeren Etagen-Höhe zwei Stockwerke mehr.
Im Sockel des Gebäudes befindet sich das luxuriöse Einkaufszentrum The Boulevard.
Betreiber des Hotels ist die Jumeirah Group.